# 1373
1373 је била проста година.

## Догађаји
- Септембар — Савез против Николе Алтомановића (1373) Широка коалиција која је створена против жупана Николе одмах је кренула у напад септембра 1373. године. Бан Твртко I, кнез Лазар и бан Никола Горјански, са 1000 копљаника које је послао краљ Лајош I, су са запада, истока и севера ударили на Алтомановићеве земље. Жупан се поражен повукао у Требиње, одакле се пребацио у Ужички град планирајући да се у њему утврди и пружи отпор. Након њега, под град је стигао кнез Лазар и отпочела је опсада Ужица. Током опсаде коришћене су како опсадне справе (катапулти, балисте и корњаче), као и ватрено оружје односно први топови, а сам град и Никола су се предали крајем новембра исте године. Његова територија је након смрти поељена између савезника.

## Смрти
- Википедија:Непознат датум — Света Партена, хришћанска светитељка и мученица